# Nannaria ericacea
Nannaria ericacea är en mångfotingart som beskrevs av Hoffman 1949. Nannaria ericacea ingår i släktet Nannaria och familjen Xystodesmidae. Inga underarter finns listade i Catalogue of Life.